# ولادیمیر وایس (بازیکن فوتبال، زاده ۱۹۸۹)
ولادیمیر وایس (اسلواکی: Vladimír Weiss؛ زادهٔ ۳۰ نوامبر ۱۹۸۹) بازیکن فوتبال اهل اسلواکی است.